# بابلو إغليسياس سيمون
بابلو إغليسياس سيمون (بالإسبانية: Pablo Iglesias Simón)‏ هو كاتب مسرحي ومخرج إسباني، ولد في 3 مايو 1977.

## وصلات خارجية
- الموقع الرسمي